# Marcel Bossi
Marcel Bossi (14 januari 1960) is een voormalig profvoetballer uit Luxemburg, die tijdens zijn carrière speelde als verdediger. Hij kwam jarenlang uit voor Progrès Niedercorn. Met die club won hij twee nationale titels (1978 en 1981).

## Interlandcarrière
Bossi speelde in totaal 64 interlands voor Luxemburg in de periode 1980-1993. Hij maakte zijn debuut op 27 februari 1980 in een vriendschappelijke wedstrijd in Brussel tegen België, die met 5-0 verloren werd. Zijn laatste interland speelde hij op 27 oktober 1993 in Boedapest tegen Hongarije (1-0 nederlaag).

## Erelijst
Progrès Niedercorn
- Landskampioen

1978, 1981
- Beker van Luxemburg

1978